# Basilia brevipes
Basilia brevipes är en tvåvingeart som först beskrevs av Theodor 1956.  Basilia brevipes ingår i släktet Basilia och familjen lusflugor. Inga underarter finns listade i Catalogue of Life.